# Елџин (Канзас)
Елџин (енгл. Elgin) град је у америчкој савезној држави Канзас.

## Демографија
По попису из 2010. године број становника је 89, што је 7 (8,5%) становника више него 2000. године.
| Група             | 2000.      | 2010.      |
| Белци             | 75 (91,5%) | 78 (87,6%) |
| Афроамериканци    | 0 (0,0%)   | 0 (0,0%)   |
| Азијати           | 0 (0,0%)   | 0 (0,0%)   |
| Хиспаноамериканци | 0 (0,0%)   | 1 (1,1%)   |
| Укупно            | 82         | 89         |